# Bonnie Bassler
Bonnie Lynn Bassler (Chicago, 1962) è una biologa statunitense che ha studiato la comunicazione chimica tra batteri nota come quorum sensing e ha contribuito all'idea che l'interruzione della segnalazione chimica possa essere utilizzata come terapia antimicrobica.
È Squibb Professor e capo del Dipartimento di Biologia Molecolare presso l'Università di Princeton . È una ricercatrice dell'Howard Hughes Medical Institute e la sua ricerca si concentra sul rilevamento del quorum sensing batterico, che è la comunicazione cellula-cellula nei batteri.
Ha ricevuto numerosi premi per la sua ricerca, tra cui il Wiley Prize in Biomedical Sciences (2009), il Richard Lounsbery Award (2011) e il premio L'Oreal-UNESCO (2012), una MacArthur Fellowship (2002), e il Pearl Meister Greengard Prize (2016).
Nel 2022 vince il Premio Wolf per la chimica.
È stata presidente dell'American Society for Microbiology, è un membro della National Academy of Sciences ed è stata un membro del National Science Board per sei anni.

## Biografia
Bassler è nata a Chicago e cresciuta a Danville, in California. Bassler ha iniziato la sua carriera nel campo della scienza "come assistente di un veterinario allo zoo di Miami e successivamente in una clinica veterinaria per cani e gatti". Bassler ha conseguito una laurea in biochimica presso l'Università della California, Davis. Inizialmente iscritta alla facoltà di scienze veterinarie, poi ha preferito cambiare e concentrarsi su genetica e biochimica. Ha affermato che esperienze in questi campi scientifici le ha aperto la "porta per risolvere enigmi biologici". Ha iniziato a lavorare come assistente del professore di biochimica e medicina molecolare della UC Davis Frederic Troy. Gli obiettivi della ricerca di Troy includevano i carboidrati batterici e la relazione tra il virus di Epstein-Barr e il cancro. All'epoca, il progetto sul cancro attirava Bassler più della ricerca sui batteri, ma Troy la assegnò al progetto di ricerca sui batteri. Nell'ambito di questo progetto, Bassler ha caratterizzato un enzima dell'E. coli che scinde gli zuccheri da varie glicoproteine della membrana. Dopo questa esperienza, Bassler arriva ad ammirare la ricerca sui procarioti dicendo che "sono le creature perfette su cui lavorare".
Dopo la sua ricerca universitaria, Bassler ha ricevuto un dottorato di ricerca in biochimica presso la Johns Hopkins University. Ha ottenuto risultati di ricerca chiave sul meccanismo attraverso il quale i batteri comunicano, noto come quorum sensing. La sua ricerca post-dottorato in genetica è durata quattro anni ed è stata condotta presso l'Agouron Institute. Qui ha studiato i batteri che illuminandosi al buio causano lo spettacolo di luci oceaniche. Ha dimostrato che quando c'erano abbastanza colonie, i batteri emanavano luce. Nel 1994, Bassler è stata assunta a Princeton. Attualmente è la Squibb Professor e a capo del Dipartimento di Biologia Molecolare. A seguito della sua ricerca post-dottorato, nel 2002 la Fondazione MacArthur ha assegnato a Bassler la sua fellowship riconoscendola per i suoi immensi contributi al lessico batterico.

## Ricerca
Bassler ha condotto ricerca scientifica negli ultimi due decenni. Ha iniziato sperimentando con la manipolazione genetica dei geni bioluminescenti nei batteri. Ricercando i batteri V. harveyi ha scoperto che questi batteri hanno più molecole per il quorum sensing e lo utilizzano per attivare e disattivare un gran numero di geni in risposta alle comunicazioni di altri batteri. Queste comunicazioni e risposte consentono a batteri della stessa specie e di specie diverse di cooperare in modo simile agli organismi multicellulari. Ha continuato ad esplorare questo campo di ricerca tentando di capire come comunicano i batteri. Una serie di esperimenti ha portato alla scoperta che il legame del boro è usato come cofattore. Questo elemento si trova in abbondanza negli oceani dove si trova il batterio V. harveyi.
Attualmente Bassler dirige un laboratorio presso l'Università di Princeton che ricerca il quorum sensing. Le scoperte di Bassler sono state descritte come "risultati che aprono nuove prospettive nella ricerca scientifica fondamentale, ma anche di significato pratico". Poiché la resistenza agli antibiotici dei patogeni che attaccano gli esseri umani continua a rappresentare una sfida significativa, la ricerca di Bassler ha contribuito a nuove ed entusiasmanti strategie per il trattamento delle malattie batteriche. Bassler ha ricevuto numerosi premi, tra cui recentemente il Gruber Genetics Prize. Il laboratorio di Bassler si concentra sulla comunicazione batterica intra- e inter-specie, sul trasferimento di informazioni e sulla cooperazione a livello di popolazione. La sua ricerca si concentra su altri argomenti di ricerca correlati: come i batteri distinguono loro stessi dagli altri, interazioni ligando-recettore, regolazione del piccolo RNA nel quorum sensing, biofilm sotto flusso e il dilemma dei beni pubblici, manipolazione del quorum sensing on demand, micriblome quorum sensing e comunicazione tra i regni.
Oltre alla ricerca sui batteri, Bassler ha contribuito alla comunità scientifica creando una sezione nel New Online Textbook di iBiology. Questo libro di testo online è gratuito per gli studenti universitari e per gli autodidatti interessati alla biologia. La sezione creata da Bassler è una descrizione sul quorum sensing e di come funziona la comunicazione tra batteri. Bassler ha partecipato a questa iniziative per fare sì che tutti abbiano l'opportunità di imparare la biologia.

## Premi e riconoscimenti
- 2002 MacArthur Fellowship[3]
- 2004 Eletta membro della American Association for the Advancement of Science[17]
- 2006 National Academy of Sciences[6]
- 2007 Fellow dell'American Academy of Arts and Sciences[1]
- Riconoscimento speciale 2008 dal Consiglio culturale mondiale[18]
- Premio Wiley 2009 in scienze biomediche[19][20]
- Nifty Fifty Speakers all'USA Science and Engineering Festival nel 2010. Nominata dall'American Society for Microbiology[21]
- 2010-2016 National Science Board, nominata dal Presidente degli Stati Uniti Barack Obama[22]
- 2011 Premio Richard Lounsbery[23]
- 2011 Premio L'Oréal-UNESCO per donne nella scienza in Nord America
- 2011 Presidente della American Society for Microbiology
- 2012 Membro della American Philosophical Society[24]
- 2014 American Society for Microbiology EMD Millipore Premio Alice C. Evans[25]
- 2014 Premio Phi Beta Kappa per l'eccellenza nell'insegnamento[26]
- 2015 Premio Shaw per le scienze della vita e la medicina[27]
- 2016 Il FASEB Excellence in Science Award[28]
- 2016 Premio Pearl Meister Greengard[29][30]
- 2016 Premio Max Planck per la ricerca 2016[31]
- 2016 Eletto membro della National Academy of Medicine[32]
- 2018 Premio Dickson[33]
- 2018 Premio Ernst Schering[34]
- 2020 Medaglia Genetics Society of America[35]
- 2020 Premio Gruber[36]
- 2021 Premio Paul Ehrlich e Ludwig Darmstaedter[37]
- 2022 Premio Wolf per la chimica.